# Donja Motičina
Donja Motičina es un municipio de Croacia en el condado de Osijek-Baranya.

## Geografía
Se encuentra a una altitud de 52 m s. n. m. a 226 km de la capital nacional, Zagreb.

## Demografía
En el censo 2011 el total de población del municipio fue de 1 652 habitantes, distribuidos en las siguientes localidades:
- Donja Motičina -  1 198
- Gornja Motičina -  49
- Seona - 405

| Gráfica de población de Donja Motičina 1857-2011                    |
|                                                                     |
| Según los censos de población de la oficina estadística de Croacia. |